# Poa arctica ssp. arctica
Poa arctica ssp. arctica là một phân loài cỏ trong họ hòa thảo, thuộc chi poa.